# Coupe d'Union soviétique de football 1948
Navigation
Édition 1947 Édition 1949
La Coupe d'Union soviétique 1948 est la 9e édition de la Coupe d'Union soviétique de football. Elle se déroule entre le 25 septembre et le 24 octobre 1948.
La finale se joue le 24 octobre 1948 au stade Dynamo de Moscou et voit la victoire du CDKA Moscou, qui remporte sa deuxième coupe nationale aux dépens du tenant du titre le Spartak Moscou. Le club effectue ainsi le doublé, ayant déjà remporté le championnat 1948 avant le début de la compétition.

## Format
Seules 22 équipes participent à cette édition de la compétition, cela incluant les quatorze participants à la première division 1948 à qui s'ajoutent les huit clubs qualifiés pour la phase finale de la deuxième division.
Le tournoi se divise en cinq tours allant du premier tour jusqu'à la finale. Il est disputé dans son intégralité dans la ville de Moscou.
Chaque confrontation prend la forme d'une rencontre unique jouée sur la pelouse d'une des deux équipes. En cas d'égalité à l'issue du temps réglementaire d'un match, une prolongation est jouée. Si celle-ci ne suffit pas à départager les deux équipes, le match est rejoué ultérieurement.

## Résultats

### Premier tour
Les rencontres de ce tour sont jouées entre le 25 et le 27 septembre 1948.
| Date              | Locaux                | Score    | Visiteurs                      |
| ----------------- | --------------------- | -------- | ------------------------------ |
| 25 septembre 1948 | Dynamo Kiev (D1)      | 2 - 1 ap | (D2) Dinamo Erevan             |
| 26 septembre 1948 | Zénith Léningrad (D1) | 0 - 0 ap | (D2) Dinamo Kazan              |
| 27 septembre 1948 | Zénith Léningrad (D1) | 4 - 1    | (D2) Dinamo Kazan              |
| 27 septembre 1948 | Dinamo Léningrad (D1) | 2 - 1    | (D1) Krylia Sovetov Kouïbychev |
| 27 septembre 1948 | Torpedo Moscou (D1)   | 5 - 1    | (D1) Torpedo Stalingrad        |

### Huitièmes de finale
Les rencontres de ce tour sont jouées entre le 28 septembre et le 3 octobre 1948.
| Date              | Locaux                     | Score | Visiteurs                    |
| ----------------- | -------------------------- | ----- | ---------------------------- |
| 28 septembre 1948 | Krylia Sovetov Moscou (D1) | 0 - 1 | (D2) Lokomotiv Kharkov       |
| 29 septembre 1948 | Dynamo Moscou (D1)         | 3 - 0 | (D2) DO Tachkent             |
| 30 septembre 1948 | CDKA Moscou (D1)           | 3 - 0 | (D1) Dinamo Minsk            |
| 1er octobre 1948  | Torpedo Moscou (D1)        | 3 - 1 | (D1) Zénith Léningrad        |
| 2 octobre 1948    | Spartak Moscou (D1)        | 3 - 0 | (D2) Dzerjinets Tcheliabinsk |
| 2 octobre 1948    | Dynamo Kiev (D1)           | 2 - 1 | (D1) Dinamo Léningrad        |
| 3 octobre 1948    | Lokomotiv Moscou (D1)      | 0 - 1 | (D1) Dinamo Tbilissi         |
| 3 octobre 1948    | VVS Moscou (D1)            | 2 - 1 | (D2) Metallourg Moscou       |

### Quarts de finale
Les rencontres de ce tour sont jouées entre le 4 et le 12 octobre 1948.
| Date            | Locaux              | Score | Visiteurs              |
| --------------- | ------------------- | ----- | ---------------------- |
| 4 octobre 1948  | Dynamo Moscou (D1)  | 7 - 1 | (D2) Lokomotiv Kharkov |
| 5 octobre 1948  | CDKA Moscou (D1)    | 4 - 2 | (D1) Torpedo Moscou    |
| 12 octobre 1948 | CDKA Moscou (D1)    | 4 - 1 | (D1) Torpedo Moscou    |
| 7 octobre 1948  | Spartak Moscou (D1) | 1 - 0 | (D1) Dynamo Kiev       |
| 8 octobre 1948  | VVS Moscou (D1)     | 1 - 2 | (D1) Dinamo Tbilissi   |

1. ↑  Le résultat du premier match entre le CDKA et le Torpedo Moscou est finalement annulé à la suite d'une protestation officielle de ce dernier club. La rencontre est rejouée une semaine plus tard.

### Demi-finales
Les rencontres de ce tour sont jouées entre le 15 et 18 octobre 1948.
| Date            | Locaux              | Score    | Visiteurs            |
| --------------- | ------------------- | -------- | -------------------- |
| 15 octobre 1948 | Spartak Moscou (D1) | 1 - 0    | (D1) Dinamo Tbilissi |
| 17 octobre 1948 | CDKA Moscou (D1)    | 0 - 0 ap | (D1) Dynamo Moscou   |
| 18 octobre 1948 | CDKA Moscou (D1)    | 1 - 0    | (D1) Dynamo Moscou   |

### Finale
| Titulaires :   |                            |
|                |                            |
|                | Vladimir Nikanorov         |
|                | Viktor Tchistokhvalov (ru) |
|                | Ivan Kotchetkov (ru)       |
|                | Iouri Nyrkov               |
|                | Anatoli Bashashkin         |
|                | Alekseï Vodiaguine (en)    |
|                | Viatcheslav Soloviov       |
|                | Valentin Nikolaïev         |
|                | Grigori Fedotov            |
|                | Vsevolod Bobrov            |
|                | Vladimir Diomine (en)      |
|                |                            |
| Entraîneur :   |                            |
| Boris Arkadiev |                            |

| Titulaires :              |                            |     |
|                           |                            |     |
|                           | Alekseï Leontiev (ru)      |     |
|                           | Ievgueni Koulechov         |     |
|                           | Anatoli Segline (ru)       |     |
|                           | Vassili Sokolov            |     |
|                           | Oleg Timakov (ru)          |     |
|                           | Konstantin Riazantsev (ru) |     |
|                           | Ivan Konov (ru)            |     |
|                           | Aleksei Paramonov          |     |
|                           | Boris Tchoutchelov (ru)    |     |
|                           | Boris Sokolov (ru)         | 46e |
|                           | Sergueï Salnikov           |     |
|                           |                            |     |
| Remplaçants :             |                            |     |
|                           | Boris Smyslov (ru)         | 46e |
|                           |                            |     |
| Entraîneur :              |                            |     |
| Konstantin Kvachnine (en) |                            |     |

| Titulaires :   |                            |
|                |                            |
|                | Vladimir Nikanorov         |
|                | Viktor Tchistokhvalov (ru) |
|                | Ivan Kotchetkov (ru)       |
|                | Iouri Nyrkov               |
|                | Anatoli Bashashkin         |
|                | Alekseï Vodiaguine (en)    |
|                | Viatcheslav Soloviov       |
|                | Valentin Nikolaïev         |
|                | Grigori Fedotov            |
|                | Vsevolod Bobrov            |
|                | Vladimir Diomine (en)      |
|                |                            |
| Entraîneur :   |                            |
| Boris Arkadiev |                            |

| Titulaires :              |                            |     |
|                           |                            |     |
|                           | Alekseï Leontiev (ru)      |     |
|                           | Ievgueni Koulechov         |     |
|                           | Anatoli Segline (ru)       |     |
|                           | Vassili Sokolov            |     |
|                           | Oleg Timakov (ru)          |     |
|                           | Konstantin Riazantsev (ru) |     |
|                           | Ivan Konov (ru)            |     |
|                           | Aleksei Paramonov          |     |
|                           | Boris Tchoutchelov (ru)    |     |
|                           | Boris Sokolov (ru)         | 46e |
|                           | Sergueï Salnikov           |     |
|                           |                            |     |
| Remplaçants :             |                            |     |
|                           | Boris Smyslov (ru)         | 46e |
|                           |                            |     |
| Entraîneur :              |                            |     |
| Konstantin Kvachnine (en) |                            |     |